# Cotonou
Cotonou er en by og en kommune i staten Benin. Den er hovedstad i departementet Littoral, og er landets reelle hovedstad (officiel hovedstad er Porto-Novo). Cotonou er en havneby der ligger mellem Nokouésøen og   Beninbugten ved floden Ouemes udløb.  Byen har 679.012 (2013) indbyggere og er landets største by.